# クオーレ

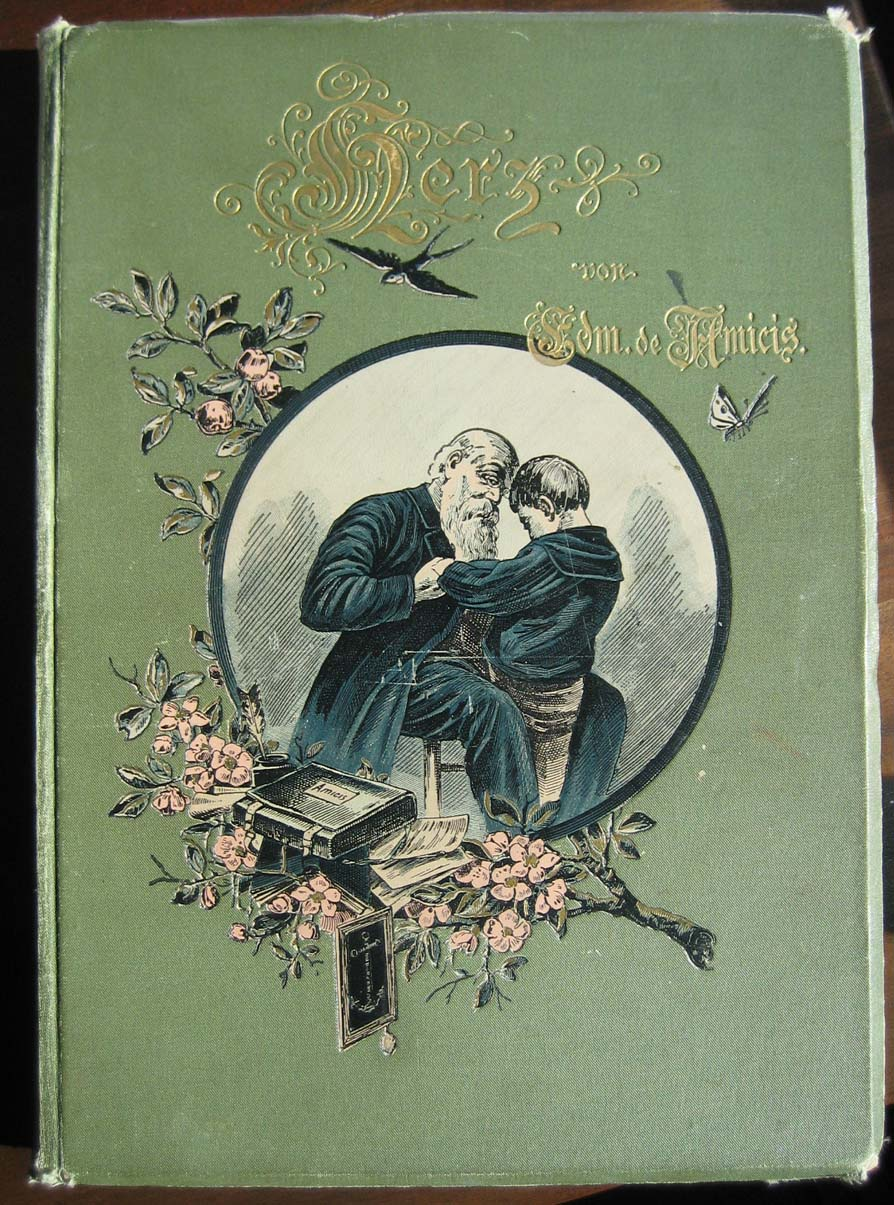

『クオーレ』（伊: Cuore）は、イタリア王国のエドモンド・デ・アミーチスによって1886年に書かれた小説。『クオレ』とも。

## 概要
1861年に成立した統一イタリア（イタリア王国）で書かれた本で、子供向けに愛国心を説くための本として広く読まれた。小学3年10歳のエンリーコ（エンリコーとも）少年が新学期の10月から翌年7月までの学校での1学年（10か月）を過ごした日記が書かれている。舞台となるこの小学校はトリノにある。「先生のお話」として、各月にパドヴァ、フィレンツェ、ジェノヴァなどの少年の物語が挿入されている（これらは統一前の各国を代表している）。
その中の一つ、5月の"Dagli Appennini alle Ande"（アペニン山脈からアンデス山脈まで）は独立した物語としても愛読され、日本では「母を尋ねて三千里」などの題名で知られる。『世界名作劇場』シリーズのアニメ『母をたずねて三千里』（1976年）の原作となった。
これ以外に『愛の学校クオレ物語』（1981年）としてもアニメ化されたことがある。

## 主な登場人物

### 生徒

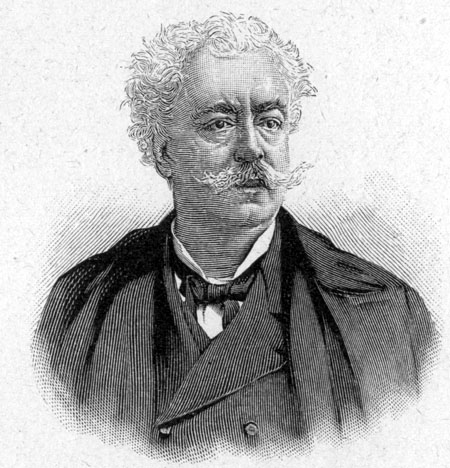
エドモンド・デ・アミーチス

エンリーコ
本作の主人公。両親のほかに姉（アントニオの担当だった「先生のお話」の清書をエンリーコが代筆した際には、彼女も手伝っていた）と弟（作中で同級生の一人を亡くしている）がいる。真面目な生徒だが、友人と些細なことでけんかするなど人間臭い人物としても描かれている。
父親の転勤に伴い、学年度修了とともに家族でトリノを離れることになった。
本作は彼が学校生活を書き綴った日記を中学校進学後に清書した作品ということになっている。
ガッローネ
主人公の親友。病気で入学が遅れた為に他の生徒よりも2歳年上。たくましい体つきをしている。非常に優しく弱者に対しては最大限の思いやりを見せる。作中で母親を亡くしている。
デロッシ
学級一の優等生。商人の息子。期末試験では満点を獲得している。成績優秀なだけでなく容姿端麗で他者への気遣いもできる。エンリーコとは前年度でも同級だった。クロッシには同情的で、彼の担当だった「先生のお話」の清書を代筆したことも。
クロッシ
父が渡米中（実は投獄中）で、母が野菜売りをしており、自分は片腕を骨折しているという不幸な境遇の子（後に父親は戻ってきた）。
スタルディ
学級で2番目に成績優秀。妹がいる。元はあまりパッとしない成績だったが、血のにじむような努力を重ねて優等生となった学校一の努力家。がっちりした体格をしており、むっつりしている。読書が趣味で、そのために近眼になるほど。最終的なフランティ放校のきっかけになった、彼の悪事を校長先生に知らせたため、お礼参りを受けるが辛くも撃退する。なお、この様子はエンリーコの姉が目撃していた。
コラーチ
カラブリアから越してきた転校生。3月頃に執り行われた賞品授与式の際には、カラブリア出身者として代議士役の生徒に選ばれる。
コレッティ
薪屋の息子。猫の毛皮の帽子がトレードマーク。3月頃の賞品授与式でデロッシやロベッティとともに受賞者に選ばれる。その少し後に、ちょうど「先生のお話」の清書代筆を命ぜられていたエンリーコともめ事をおこしていたが、すぐに和解。なお、この出来事についてエンリーコは自身の父から叱責されていた。
ガロッフィ
雑貨屋の息子。ひょろっとした体型をしており、不器量。商才に長けており常に稼ぐことを考えている。勉強はほとんどしないが数学だけは得意。切手集めが趣味でストックブックを何よりも大事にしていたが、ある事件をきっかけに手放してしまう（後におまけ付きで返却される）。
プレコッシ
鍛冶屋の息子。気の弱い性格。父親からの虐待に苦しんでいたが、そのことを他人には隠している（後に父親は、彼のメダル受賞をきっかけに改心した）。
ネッリ
いじめられっ子。背中が曲がっている。フランティ達のいじめにいつも泣かされていたが、ガッローネに助けられる。それ以来ガッローネのことを強く慕っている。
ヴォティーニ
虚栄心が強くデロッシをライバル視している。自慢屋のがり勉であり、運動が苦手。根は優しく、デロッシのことも本心では尊敬している。いつも良い服で着飾っている。
フランティ
問題児。乱暴者で盗みなどの悪事を常に働いている。また物を大切に扱わず、他人の不幸を面白がりもする。厳格な父親と病弱な母親を持つ。母親は彼が退学させられないように苦心していたが、結局彼は放校処分となり、スタルディに対するお礼参りで少年院送りとなる。なお日本でのアニメ化作品『愛の学校 クオレ物語』では『ロマーニャの血』の講和をきっかけに改心し、退学にならなかった。
ノービス
資産家の息子。いわゆるお坊ちゃんでプライドが高く高慢（ガッローネいわく、馬鹿らしすぎて殴るだけの価値もないとのこと）。それだけにデロッシを妬んでいることはおくびにも出さない。彼が自慢する当の父親は、彼が炭屋の息子を馬鹿にしたときに厳しく叱責した。
アントニオ
左官屋の息子であり「左官屋君」とも呼ばれる。お茶目な性格でウサギ顔が得意。3月頃には病にかかっていたため「先生のお話」の清書を担当できず、エンリーコが代筆することに。

### 関係者
ペルボーニ
エンリーコたちの担任。厳しくも情に厚く生徒から尊敬されている。教師としてのキャリアは30年以上におよぶ。
ロベッティ
エンリーコたちより1年下級の生徒のひとり。砲撃大尉の息子。学年度が始まって早々、下級生を助けたため馬車にひかれ、片足を骨折。学年度の終わる日まで松葉杖を離せなかった。

## 「先生のお話」
翻訳によっては「毎月のお話」とも。多くの場合、講話日の少し前には、各月ごとの交替で生徒に内容を清書させている。
10月
パドヴァの少年愛国者。エンリーコの姉の担任教師も講話を望んだ。
11月
ロンバルディアの少年斥候兵。清書はデロッシが担当。
12月
フィレンツェの少年筆耕。清書はエンリーコが担当。
1月
サルデーニャの少年鼓手。清書はガッローネが担当したがその指示中に、フランティ放校が取り沙汰されるきっかけの事件が起きた。
2月
「ちゃん」の看護人（ナポリの少年の物語）。清書はクロッシの担当だったがデロッシが代筆した。
3月
ロマーニャの血。アントニオが清書するはずだったのはこの講話。
4月
学級で地元トリノの市民勲章授与式を見に行き、その際の市長の話を「先生のお話」の代わりとした。
5月
アペニン山脈からアンデス山脈まで（ジェノヴァの少年の物語で「母をたずねて三千里」の原作）。生徒による清書は分担執筆で行われた。
6月
難破船（シチリアの少年の物語）

## 日本語訳
- クオレ 愛の学校（前田晁訳、岩波少年文庫 上・下 改版1987年） 上)ISBN 4001120089 下)ISBN 4001120097
初出:世界少年文学名作集 第12巻 クオレ 家庭読物刊行会 1920年。のち実業之日本社
- クオレ 愛の学校 （矢崎源九郎訳、偕成社文庫 上・下 新版1992年） 上)ISBN 4036512803 下)ISBN 4036512900、初出:角川文庫 1957年
- クオレ （杉浦明平訳、少年少女世界の文学・河出書房新社 1968年、新版・世界文学の玉手箱、1993年） ISBN 978-4309-46558-6
- クオーレ 愛の学校 （柴田治三郎訳、旺文社文庫 1971年）
- クオーレ （和田忠彦訳、岩波文庫 2019年）ISBN 978-4-00-377007-8
  - 旧版 平凡社ライブラリー 2007年 ISBN 978-4-582-76604-2、新潮文庫 1999年 ISBN 978-4102190111
- クオーレ （神田道子[3]訳、文源庫 2006年、児童出版） ISBN 4-903347-05-2

## 注・出典
1. ↑  山田郁生「「クオレ」にみる愛国心の教育論的考察」『大阪城南女子短期大学研究紀要』第14号、大阪城南女子短期大学、1985年10月30日、A3-A20、NAID 110006162103。
2. ↑  「母を尋ねて三千里」（青空文庫）
3. ↑  神田道子（1935年 - ）、元東洋大学学長（2000 - 2003年）、東洋大学名誉教授、独立行政法人国立女性教育会館客員研究員